# Rockformation Diskokugel
Die Rockformation Diskokugel ist eine deutsche Musikgruppe.

## Geschichte
Seit ihrer Gründung im Jahre 1997 in der nordenglischen Stadt Salford spielt die Band in unveränderter Besetzung. Alle Bandmitglieder stammen aus dem Rhein-Main-Gebiet. Mathias Hill, Magnus Schmerfeld und Stefan Noll spielten bereits gemeinsam in den Bands Die Busfahrer und The Scamps.
Seit 2003 verbindet die Rockformation Diskokugel Band-Freundschaft mit den Fehlfarben, welche in gegenseitigen Support- und Gastauftritten ihren Ausdruck findet. So wirkte Fehlfarben-Sänger Peter Hein unter anderem bei No One Likes Us mit und trat bei Auftritten der Rockformation als Gastsänger in Erscheinung.
Mit dem Song „Jugendliche“ hatte die Rockformation 2007 einen Rotations-Hit beim österreichischen Radiosender FM4, der auch auf dessen Top-Ten-CD-Compilation „FM-4-Sound-Selection“ landete.
Im Frühjahr 2009 nahm die Band neben den Bands Die Toten Hosen und Kreator am Tribute-Sampler Alle gegen Alle – A Tribute to Slime teil, sie stellt mit Hey Lutz! den Opener. Der Song wurde dadurch sowie durch den Videoclip des Theater-Regisseurs Lutz Keßler populär und findet sich ebenso auf dem Album Zusammen dagegen, das 2009 erschien.
In den Folgejahren machte die Rockformation eher sporadisch, zum Beispiel mit der Vinyl-Single Der Chef, auf sich aufmerksam, bevor 2012 das in dreijähriger Arbeit entstandene Album The Boy With The Zorn In His Side erschien. Der Titel spielt auf einen Song der ehemaligen englischen Band The Smiths an und wurde in Smiths-Fanforen kontrovers diskutiert. Das Album entstand, wie schon der Vorgänger, in enger Kooperation mit dem Düsseldorfer Produzenten Kurt Dahlke (Pyrolator). Zu der Vorab-Single Der Tag mit Sid Vicious entstand erneut ein Videoclip, diesmal in Stop-Motion-Technik unter der Ägide der Regisseure Uwe Neumeyer und Andrej Kroh gedreht. Der Album-Song Bury Them Deep ist eine Coverversion des gleichnamigen Stücks der englischen Underground-Band The Weather Prophets.

## Diskografie
Alben
- 1999: Für Softdrinks keine Zeit
- 2001: La bola privada
- 2004: Soulkommando henning beer
- 2005: Mit 70 durch die Ortschaft
- 2006: Bei Licht betrachtet
- 2007: Anarchie und Montag
- 2009: Zusammen dagegen
- 2012: The Boy With The Zorn In His Side